# Arnaud d'Argenteuil
Arnaud d'Argenteuil est un homme politique français né le 31 décembre 1792 à Mons (Charente-Maritime) et mort le 19 mars 1849 à Paris.

## Biographie
Médecin, il est militant républicain. Il est député de la Charente-Maritime de 1848 à 1849, siégeant à gauche. 

## Sources
- « Arnaud d'Argenteuil », dans Adolphe Robert et Gaston Cougny, Dictionnaire des parlementaires français, Edgar Bourloton, 1889-1891 [détail de l’édition]